# Мотронівський гірничо-збагачувальний комбінат
Мотронівський гірничо-збагачувальний комбінат — інвестиційний проєкт титанового бізнесу Group DF з будівництва гірничо-збагачувального підприємства в Дніпропетровській області України. Належить українському підприємцю Дмитру Фірташу.

## Історія
У 2014 році титановий бізнес Group DF почав реалізацію проєкту Мотронівського ГЗК (офіційна назва юридичної особи ТОВ «Мотронівський ГЗК»). Основа проєкту — будівництво кар'єру для видобутку руди та збагачувального комплексу з випуску цирконієвого, рутилового та ільменітового концентратів.
До початку реалізації інвестиційного проєкту експертами була проведена геолого-економічна оцінка запасів Мотронівсько-Аннівської та Північно-Західної ділянок Малишевського родовища, з метою виведення їх в окремий об’єкт надрокористування.
У 2015 році запаси рудних пісків і корисних компонентів були затверджені протоколами Державної комісії України по запасах корисних копалин.
У 2016 році група компаній Group DF інвестувала 116 млн доларів у Мотронівський ГЗК. На кінець 2021 року інвестиції в проєкт з боку Group DF досягли близько $180 млн. Будівництво збагачувальної фабрики та остаточні роботи по реалізації проєкту потребують додаткових інвестицій у розмірі $80-100 млн.
Повномасштабна війна в Україні стала форс-мажором для проєкту та призвела до фактичної зупинки ГЗК. Окрім того, проєктні роботи призупинені, оскільки продовжуються суди між титановим бізнес Group DF та Держгеонадрами.

## Власник та менеджмент
Засновником та власником титанового бізнесу Group DF є відомий український бізнесмен та меценат Дмитро Фірташ, який 2007 року консолідував у групу активи, які йому належали. Керівник титанового бізнесу Group DF — Сергій Косенко. Директор Мотронівського ГЗК — Олександр Лазніков.

## Характеристика родовища
Географічно, Мотронівсько-Аннівська та Північно-Західна ділянки Малишевського родовища знаходяться на території Дніпропетровської області, Камянського району. Загальна площа ділянок родовища складає 82,32 км2.
В геоструктурному відношенні район родовища знаходиться на північному прогині центральної частини Українського кристалічного щита.
Мотронівсько-Аннівська та Північно-Західна ділянки, які розташовані в північно-західній частині Малишевського родовища, являють собою стародавній похований розсип корисних копалин пов'язаний з прибережно-морськими відкладами кварцових тонкозернистих пісків полтавської серії та, частково, кварцових дрібнозернистих пісків сарматського ярусу міоцену.
Загальний обсяг балансових запасів дозволяє розробляти родовище понад 59 років.

## Продукт та технологія виробництва
Проєктом Мотронівського ГЗК передбачено будівництво повного циклу гірничо-збагачувального виробництва, починаючи з видобування та закінчуючи отриманням ільменітового концентрату.
Згідно з бізнес-планом Group DF — проєктні потужності Мотронівського ГЗК на рік складають близько 120 тис. тонн ільменітового концентрату, 14 тис. тонн цирконієвого і 20 тис. тонн рутилового концентрату.
На етапі реалізації інвестиційного проєкту планується будування кар'єру (передбачається добування та переробка близько 2,7 млн м³ руди в рік та збагачувальну фабрику).
Після введення в експлуатацію підприємства, на ньому планується виробляти наступні товарні продукти:
- Ільменітовий концентрат, вмістом ТіО2 понад 63%.
- Рутиловий концентрат, вмістом ТіО2 понад 95%.
- Цирконовий концентрат, ZrO2 + HfO2 не менше 65%.

Технологія збагачення руди — гравітаційно-магнітно-електростатична схема. При наявності попиту технологічно можливе отримання ставролітового, дистен-силіманітового та різних марок кварцового концентратів.

## Екологія
У своїй роботі Мотронівський ГЗК керується законодавчими нормами України та найкращим міжнародним досвідом у сфері гірничої справи, що передбачає повну рекультивацію земель та мінімізацію екологічної шкоди навколишньому середовищу.

## Ліцензія на користування надрами
Спецдозвіл на користування надрами №3640 видано Мотронівському ГЗК Державною службою геології та надр України (Держгеонадра) 4 грудня 2015 року терміном дії до 2034 року. Документ засвідчує право на користування надрами з метою видобування сировини, придатної для виробництва цирконового, рутилового, ільменітового, дистен-силіманітового і ставролітового концентратів родовища Малишевське (ділянка Мотронівсько-Аннівська) в Дніпропетровській області.
У березні 2023 року дія ліцензії була зупинена Держгеонадрами. Спецдозвіл зупинено відповідно до п. 3 ч. I ст. 57 Кодексу України про надра (норма набрала чинності 28.03.2023) — у зв’язку із застосуванням до кінцевого бенефіціара санкцій у вигляді анулювання або зупинення ліцензій та інших дозволів (рішення РНБО від 18.06.2021, уведене в дію Указом Президента України від 24.06.2021 № 266/2021).
Відповідний наказ №178 про зупинку дії спецдозволу Голова Держгеонадр Роман Опімах підписав 28.03.2023.
У травні 2023 року Мотронівський ГЗК виграв суд проти Держгеонадр та підприємству розблокували зупинений спецдозвіл на видобування титанових руд. Дніпропетровський окружний адміністративний суд задовольнив заяву про забезпечення позову ТОВ «Мотронівський ГЗК» і зупинив дію наказу Держгеонадр, яким компанії було зупинено спеціальний дозвіл на користування надрами №3640. Таким чином, ліцензія Мотронівсього ГЗК була поновлена.
У червні 2024 року Президент України Володимир Зеленський підписав указ про продовження санкцій проти українського бізнесмена Дмитра Фірташа та анулював спеціальний дозвіл на користування надрами № 3640. Group DF заявила, що буде оскаржувати санкції в міжнародних судах. На думку компанії, спроби чинити тиск на великий український бізнес через безпідставні санкції є неприйнятними, особливо під час війни, і завдають також шкоди економіці та українцям.

## Досвід Group DF в титановому бізнесі
Титановий напрям Group DF почала розвивати ще у 2004 році. До титанового бізнесу групи належать два ГЗК у Житомирській області — ТОВ «Валки-Ільменіт» і ТОВ «Межиріченський ГЗК», а також ТОВ «Мотронівський ГЗК» у Дніпропетровській області.
За 20 років діяльності титановий бізнес Group DF набув досвіду та став одним з провідних гравців хімічної й гірничо-металургійної галузей України. Титановий бізнес Group DF будується як великий міжнародний вертикально-інтегрований холдинг, орієнтований на експортні ринки збуту. Головна перевага бізнесу – новітні технології, екологічність та професійний колектив.

## Соціальна відповідальність
На підприємстві до повномасштабної війни в Україні працювало 600 співробітників. Станом на 2024 рік 108 співробітників служить в лавах ЗСУ, 220 співробітників працюють на підприємстві.
Всього, завдяки проєкту Мотронівський ГЗК у Дніпропетровській області, буде створено близько 1 500 нових робочих місць.
Першими соціальними проєктами титанового бізнесу Group DF в Дніпропетровській області стали: ремонт доріг — сільських та між населеними пунктами; організація освітлення вулиць, забезпечення населення питною водою, ремонт дахів та вікон у двох навчальних закладах та придбання шкільного автобуса. Проєкти впроваджувались на території 25 населених пунктів та покращили життя 3,5 тис. осіб.
Пріоритети в соціальній діяльності компанії — розвиток інфраструктури регіону, допомога громадським організаціям, громадянам. Мотронівський ГЗК також допомагає українській армії у війні РФ проти України. За час повномасштабної війни в Україні бізнеси Group DF, включаючи титановий, надали сукупну допомогу на суму 1,219 млрд гривень.